# Placówka Straży Celnej „Woronienka”

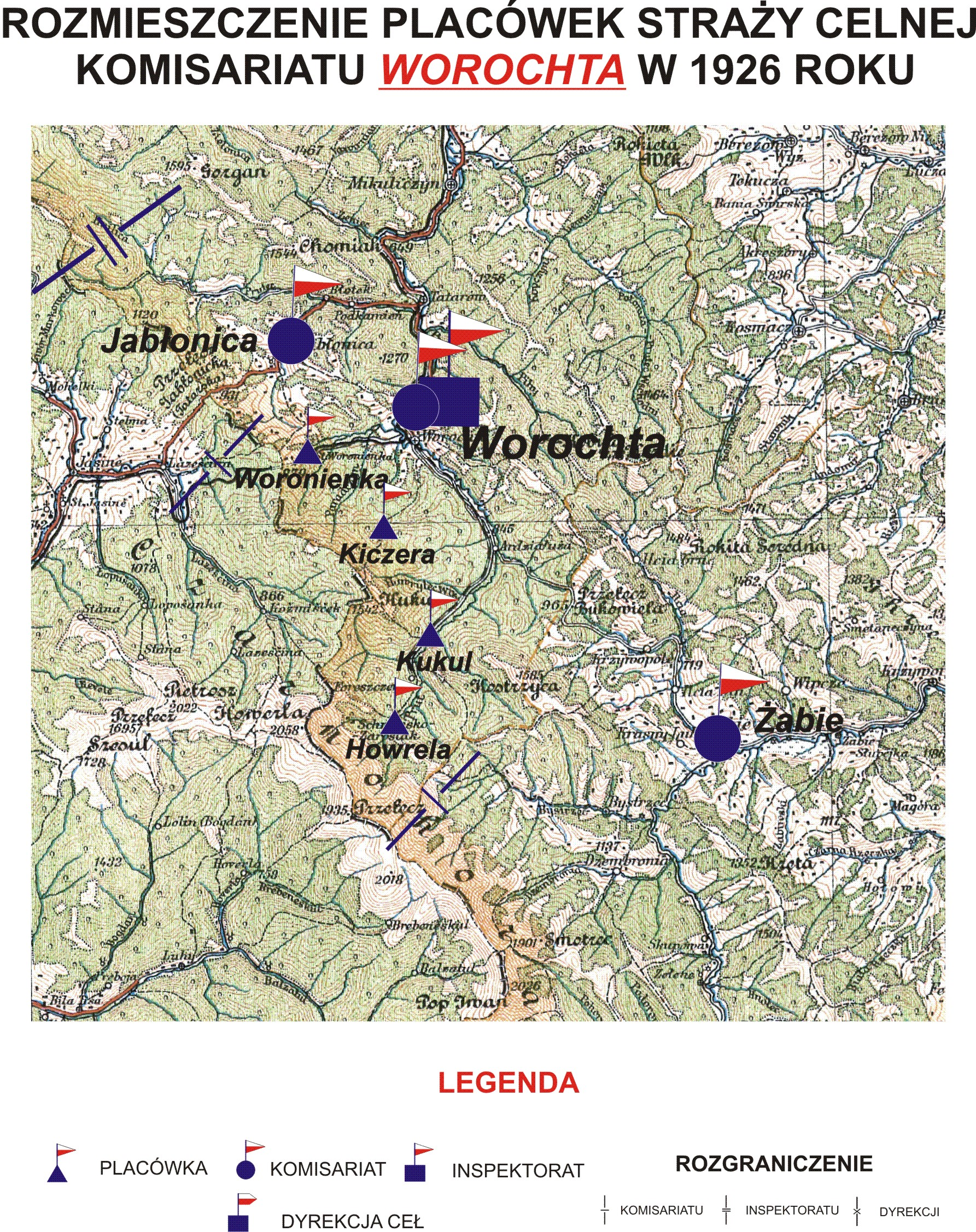
Rozmieszczenie placówek SC Komisariatu Worochta w 1926 r.

Placówka Straży Celnej „Woronienka” – jednostka organizacyjna Straży Celnej pełniąca w okresie międzywojennym służbę ochronną na granicy polsko-rumuńskiej.

## Formowanie i zmiany organizacyjne
Na wniosek Ministerstwa Skarbu, uchwałą z 10 marca 1920 roku, powołano do życia Straż Celną. Jednostki Straży Celnej rozpoczęły przejmowanie odcinków granicy od pododdziałów Batalionów Celnych. W 1921 roku w Zawojdzie stacjonował sztab 1 kompanii 10 batalionu celnego. Kompania wystawiała między innymi placówkę w Woronience. W 1922 roku w Worochcie stacjonował sztab 2 kompanii 10 batalionu celnego. Kompania wystawiała również placówkę w Woronience. Proces tworzenia Straży Celnej trwał do końca 1922 roku. Placówka Straży Celnej „Woronienka” weszła w podporządkowanie komisariatu Straży Celnej „Worochta” z Inspektoratu SC „Worochta”.
W drugiej połowie 1927 roku przystąpiono do gruntownej reorganizacji Straży Celnej. W praktyce skutkowało to rozwiązaniem tej formacji granicznej. Ochronę północnej, zachodniej i południowej granicy państwa przejęła powołana z dniem 2 kwietnia 1928 roku Straż Graniczna.
Rozkazem nr 5 z 16 maja 1928 roku w sprawie organizacji Małopolskiego Inspektoratu Okręgowego dowódca Straży Granicznej gen. bryg. Stefan Pasławski określił strukturę organizacyjną komisariatu SG „Worochta”. Placówka Straży Granicznej I linii „Woronienka” znalazła się w jego strukturze.

## Funkcjonariusze placówki
Kierownicy placówki
| stopień    | imię i nazwisko, numer    | okres pełnienia służby | kolejne stanowisko |
| ---------- | ------------------------- | ---------------------- | ------------------ |
| przodownik | Tadeusz Romankiewicz (48) | był w 1926             |                    |

Obsada personalna placówki w 1926:
- przodownik Tadeusz Romankiewicz (48)
- starszy strażnik Stefan Staśkiewicz (314)
- strażnik Franciszek Maliszewski (770)
- strażnik Roman Kaczmarek (743)
- strażnik Antoni Cichy (726)
- strażnik Bronisław Skrzypiec (759)
- strażnik Ludwik Szymankiewicz (751)
- strażnik Leopold Gloger (1659)